# Patricia Canning Todd
Patricia Canning Todd (San Francisco, 22 de julho de 1922 – 5 de setembro de 2015) foi uma tenista estadunidense. 